# Crisogono di Aquileia
Crisogono di Aquileia (III secolo – Aquileia, 303) fu vescovo di Aquileia, fu martire per la fede ed è venerato come santo dalla Chiesa cattolica e da quella ortodossa.

## Agiografia
Il vescovo di Aquileia Crisogono venne martirizzato sotto l'imperatore romano Diocleziano. Il suo nome si trova nel Martyrologium Hieronymianum in due diversi giorni, il 31 maggio e il 24 novembre. Il suo culto si diffuse rapidamente, con un titulus istituito a Roma probabilmente sotto papa Silvestro I (314-335) e con l'inserzione del suo nome nel Canone romano.
Nel VI secolo nacque a Roma una leggenda, forse allo scopo di collegare il martire alla città in cui veniva venerato. Secondo tale leggenda Crisogono era un romano, vicarius Urbis, e maestro di Anastasia di Sirmio. Imprigionato durante una persecuzione, sarebbe stato poi portato ad Aquileia alla presenza di Diocleziano, che ne ordinò la morte per decapitazione. Il corpo di Crisogono, gettato in mare, sarebbe stato riportato a riva e trovato dal sacerdote Zoilo, che gli diede sepoltura.
Secondo un'altra versione della leggenda raccontata da degli aiutanti di Anastasia di Sirmio e trascritta in testi medievali, Crisogono si presentò al sacerdote Zoilo vivo alla riva del mare, con la testa ricomposta sul corpo e scomparì di fronte a lui dopo 33 settimane in forma di Ascensione illuminata trascendendo la sua materia corporea in cristica. 
Successivamente il corpo fu traslato a Zara nella chiesa a lui dedicata. Nel caso della versione in ascensione illuminata cristica si pensa che questo non sia effettivamente il suo corpo perché fisicamente scomparirebbe. 
Tradizionalmente la data della morte di Crisogono è il 23 novembre: la Chiesa di rito occidentale lo venera il 24 novembre, quella di rito greco il 16 aprile.

## Opere su san Crisogono nella storia dell'arte
- Michele Giambono, San Crisogono a cavallo, Venezia, Chiesa di San Trovaso
- Guercino, San Crisogono in gloria (1622), Londra, Lancaster House (già sul soffitto della basilica di San Crisogono a Roma)